# Puntate di The Penguin
Le puntate della miniserie televisiva The Penguin sono state trasmesse sul canale statunitense HBO dal 19 settembre al 10 novembre 2024.
In Italia, la miniserie è andata in onda sul canale satellitare Sky Atlantic dal 20 settembre all'11 novembre 2024.
| nº | Titolo originale        | Titolo italiano           | Prima TV USA      | Prima TV Italia   |
| -- | ----------------------- | ------------------------- | ----------------- | ----------------- |
| 1  | After Hours             | Dopo la chiusura          | 19 settembre 2024 | 20 settembre 2024 |
| 2  | Inside Man              | La talpa                  | 29 settembre 2024 | 30 settembre 2024 |
| 3  | Bliss                   | Bliss                     | 6 ottobre 2024    | 7 ottobre 2024    |
| 4  | Cent'anni               | Cent'anni                 | 13 ottobre 2024   | 14 ottobre 2024   |
| 5  | Homecoming              | Ritorno a casa            | 20 ottobre 2024   | 21 ottobre 2024   |
| 6  | Gold Summit             | Summit d'oro              | 27 ottobre 2024   | 28 ottobre 2024   |
| 7  | Top Hat                 | Cappello a cilindro       | 3 novembre 2024   | 4 novembre 2024   |
| 8  | A Great or Little Thing | Una grave o piccola colpa | 10 novembre 2024  | 11 novembre 2024  |

## Dopo la chiusura
- Titolo originale: After Hours
- Diretta da: Craig Zobel
- Scritta da: Lauren LeFranc

### Trama
Una settimana dopo che l'Enigmista ha fatto saltare la diga di Gotham, allagando gran parte della città, Oswald "Oz" Cobb si reca all'Iceberg Lounge per recuperare alcuni documenti compromettenti e i gioielli appartenuti a Carmine Falcone, ma viene scoperto da Alberto Falcone, il figlio di Carmine e suo erede, riuscendo a convincerlo che intende stare dalla sua parte. Oswald ascolta Alberto mentre spiega i suoi piani per cambiare e ampliare il traffico di droga, ma quando esprime le sue ambizioni e desideri, viene deriso dal giovane Alberto, così, per tutta risposta, Oz gli spara, uccidendolo. Resosi conto di ciò che ha fatto, l'uomo tenta di sbarazzarsi del corpo, spaventando nel mentre un gruppo di giovani delinquenti che gli stanno rubando i cerchioni della macchina. Dopo aver preso uno di loro, Victor Aguilar, Oz fa in modo che Victor lo assista, dapprima recandosi da Eve Karlo, prostituta e amante di Oz, per un alibi, e poi nascondendo in una discarica di auto il corpo del malavitoso. Victor riesce a convincere Oz a risparmiarlo, diventando il suo assistente. Oz viene poi convocato dai Falcone, scoprendo che hanno in programma di assumere il controllo della sua rete di droga e di spostarla altrove, nonostante cerchi di spiegargli che ha in mente un grosso affare. Incontra anche la sorella di Alberto, Sofia Falcone, appena rilasciata da Arkham, che sembra aver capito che Oz c'entra qualcosa con la sparizione del fratello. Oz progetta di andarsene, ma cambia idea dopo essere stato incoraggiato dalla madre Francis, alla quale rivela tutto. Oz decide di cambiare le carte in tavola e visita il rivale di Falcone, Salvatore Maroni, nella prigione di Blackgate, offrendosi di riportare l'operazione di droga sotto il controllo di Maroni. Maroni è riluttante, ma ci ripensa dopo che Oz restituisce un anello che Carmine aveva preso a Maroni (recuperato dal corpo di Alberto). In seguito Sofia cattura e tortura Oz, per farsi dire cosa ha fatto a suo fratello, ma una macchina piomba nella villa e si schianta, rivelando il corpo di Alberto: infatti Victor, su ordine di Oz, ha inscenato l'omicidio per incriminare la banda di Maroni. Oz viene rilasciato e inizia a complottare con Victor per prendere il controllo della famiglia criminale Falcone.
- Altri interpreti: Eugene Solfanelli (Mirti), Eric Berryman (dott. Desoto), Alex Anagnostidis (Ray), Myles Humphus (Dom), Barrett Martin (Augustine Waiter), Gerarld Bunsen (spacciatore ferito), Daren Donofrio (guardia del penitenziario di Blackgate), Jupiter Genesis (drag queen), Christopher J. Alfaro (drag queen), Bobby Cuza (conduttore del notiziario), Dean Meminger (conduttore del notiziario), Roma Torre (conduttrice del notiziario).
- Ascolti USA: telespettatori 242 000 – rating 18-49 anni 0,06%[3]

## La talpa
- Titolo originale: Inside Man
- Diretta da: Craig Zobel
- Scritta da: Erika L. Johnson

### Trama
Anche se arrabbiato per il fatto che Oz lo abbia incastrato, Maroni continua la loro collaborazione permettendo a Oz di aiutarlo con una spedizione di Falcone che viene successivamente presa dall'equipaggio di Maroni. A capo della famiglia arriva il fratello di Carmine, Luca. Nel frattempo, si scopre che Francis soffre di demenza. Sofia soffre di disturbo da stress post-traumatico a causa della morte di Alberto e diventa sempre più sconvolta. È convinta che qualcuno dell'equipaggio sia una talpa per Maroni. Dopo il funerale di Alberto, corrompe un detective in pensione del GCPD precedentemente sul libro paga di suo padre per indagare sulla rapina, e l'uomo rapisce Ervad, uno degli scagnozzi di Maroni. La moglie di Maroni, Nadia, incarica Oz di recuperare Ervad prima che i Falcone riescano a farlo parlare. Oz assegna a Victor il compito di incastrare il sottocapo di Falcone, Johnny Viti, per l'omicidio di Alberto, mentre raggiunge Ervad per coinvolgerlo. Tuttavia, Victor viene sorpreso mentre cerca di piazzare le prove e riesce a malapena a fuggire; Oz uccide Ervad con un coltello a serramanico e inquadra l'esecutore di Sofia, Castillo, come la talpa, piantandogli l'arma addosso. Luca uccide Castillo, negando la richiesta di Sofia di farlo per vendicare Alberto, e le ordina di lasciare la città. Oz fa scavare a Victor una fossa per Ervad e Castillo, minacciando di ucciderlo se fallisce di nuovo. Si incontra quindi con Sofia, che gli chiede una partnership per spazzare via la gerarchia della famiglia Falcone in modo che lei possa prendere il controllo.
- Guest star: Aria Shahghasemi (Taj Maroni).
- Altri interpreti: Alex Anagnostidis (Ray), Ana Madelyn Trapasso (Sofia da giovane), Ava Grey (Cinnamon), Fajer Al-Kaisi (Ervad Hakimi), Hunter Emery (Leo), Jenny Heaton (Isabella Gigante), Myles Humphus (Dom Gigante), Jessie Pinnick (Roxy), Kenzie Grey (Gia Viti), Matthew Eby (Alberto da giovane), Rocky Perez (Alice), Victor Cruz (Cesar), Daren Donofrio (guardia del penitenziario di Blackgate), Mike Britt (barista del Freddy).
- Ascolti USA: telespettatori 299 000 – rating 18-49 anni 0,18%[4]

## Bliss
- Titolo originale: Bliss
- Diretta da: Craig Zobel
- Scritta da: Noelle Valdivia

### Trama
In un flashback, Victor si trova insieme alla fidanzata Graciela su uno dei tetti dei palazzi di Gotham City, quando all'improvviso la città viene colpita da diverse esplosioni, distruggendo la diga. In lontananza, Victor vede l'inondazione colpire casa sua, uccidendo la sua famiglia.
Nel presente Vic è insieme ad Oz quando sopraggiunge Sofia. Lei ed Oz hanno in progetto di prendere un carico, ma i piani sembrano cambiare: al porto, c'è un magazzino dove si producono funghi, le cui spore danno effetti allucinogeni e "sballo". Sofia vuole che Oz trovi un distributore per smerciare la nuova droga. Nel frattempo, Vic è ancora a casa di Oz e viene raggiunto da Graciela che gli comunica che l'indomani sera lascerà la città, in cerca di condizioni migliori di vita. Graciela vuole che Vic vada via con lei, ma lui ha delle remore, perché sa che Oz non lo lascerebbe andare. I due si lasciano con la promessa che Vic la raggiungerà alla stazione degli autobus per partire insieme, promessa che Vic non riuscirà a mantenere perché, nonostante arrivi alla stazione degli autobus vedendo Graciela partire, non la raggiungerà mai. Oz, alla fine, scoprirà che Vic vuole lasciare la città e gli dice di andare, perché lui non tiene prigioniero nessuno. I due si lasciano in malo modo. Sofia, rientrata a casa, riceve un biglietto di sola andata per Roma, dove lo zio Luca vuole spedirla per evitare che si intrometta negli affari di famiglia. Oz e Sofia si recano a Chinatown per cercare chi possa vendere il Bliss, la nuova droga in produzione. Pretendono di essere ricevuti in udienza da Zhao, il capo della Triade, ma in cambio devono garantire la parola data tramite una telefonata di Johnny Viti, il vice dei Falcone. Johnny Viti, però, è all'oscuro di tutto, ma Oz ha in mente un piano. Insieme a Vic, vanno a mangiare in un ristorante dove si trova la moglie di Luca Falcone, Tina. Oz convince Tina ad andare a letto con Johnny, in modo da sorprenderlo in flagrante e ricattarlo: lui telefona a Zhao e loro non diranno a Luca della loro tresca. Al club viene spacciata con successo la Bliss e si tiene l'incontro con Zhao, il capo della Triade, che si mostra restio a fidarsi dei Falcone, ma alla fine accetta l'affare. Oz e Sofia parlano all'uscita del club. Oz si scusa con Sofia per aver permesso che Carmine la rinchiudesse ad Arkham e Sofia, commossa, sembra accettare le scuse, anche se ancora non si fida di lui. Ma, all'improvviso, arriva Nadia Maroni con i suoi scagnozzi che circondano entrambi. Vic vede la scena da lontano e investe uno degli uomini di Maroni, salvando Oz.
- Guest star: Aria Shahghasemi (Taj Maroni), François Chau (Feng Zhao).
- Altri interpreti: Anire Kim Amoda (Graciela), Ava Grey (Cinnamon), Jessie Pinnick (Roxy), Robert Lee Leng (Link Tsai), Rocky Perez (Alice), Tyler Bunch (dott. Trey Bloom), Jose Guns Alves (Juan Ramon Aguilar), Rocky Vega (Alma Aguilar), Shirley Roeca (Elena Aguilar), Hadas Gold (conduttrice del notiziario), Alan Kelly (tecnico), Alex Marz (tecnico), Greg Balla (cameriere del bistro francese), Jeremy Dash (autista), Reese Madigan (agente di polizia), Victor Sun Zheng (guardia della Triade).
- Ascolti USA: telespettatori 365 000 – rating 18-49 anni 0,22%[5]

## Cent'anni
- Titolo originale: Cent'anni
- Diretta da: Helen Shaver
- Scritta da: John McCutcheon

### Trama
Nadia Maroni rivela a Sofia la duplicità di Oz e la sua responsabilità nella morte di Alberto. Oz, ormai scoperto, sostiene che stava usando Sofia solo per accedere alla Bliss. Vic, vedendo la scena da lontano, interviene e investe uno degli uomini di Maroni, salvando Oz, abbandonando Sofia. La donna fa in tempo a contattare il suo psichiatra, il dottor Rush, per chiedere aiuto, prima di svenire per le ferite. 
Dieci anni prima, una giovane Sofia è amica di Oz (suo autista) e a capo di una fondazione che prende il nome dalla madre, suicidatasi quando era ancora una bambina. La donna gode del favore e dell'ammirazione del padre Carmine, che spera possa succedergli come capo della famiglia. La situazione cambia quando, dopo un evento di beneficenza, Sofia viene avvicinata da una giornalista, di nome Summer Gleeson, che la informa che molte donne che lavoravano all'Iceberg Lounge sono misteriosamente morte impiccate, proprio come la madre di Sofia. Scossa per la rivelazione, Sofia cerca confronto con il padre, che ripete che la madre si sia suicidata. Volendo capire di più, Sofia contatta Summer, che le rivela delle prove forensi che indicano che le vittime dell'Iceberg Lounge siano state presumibilmente strangolate, non impiccate. Sofia ricorda che Carmine presentava delle ferite alle mani il giorno della morte della madre, quindi realizza che probabilmente ha ucciso la donna e simulato il suo suicidio, così come deve aver fatto con le ex lavoratrici del club. Sofia insiste però sull'innocenza del padre e liquida la giornalista. Durante i festeggiamenti per il compleanno di Carmine, l'uomo prende da parte Sofia e la rimprovera, avendo saputo da Oswald dei suoi incontri con Summer; le rivela che la giornalista sta collaborando con la polizia in un'indagine su di lui per sospetto di omicidio. Sofia gli chiede spiegazioni per le ferite riportate il giorno della morte della madre, ma lui non risponde e, affermando che "non sta bene", ordina a Oswald di riaccompagnarla a casa. Lungo la strada, i due vengono fermati dalla polizia, capitanata da William Kenzie, che arrestano Sofia con l'accusa delle impiccagioni delle donne, tra cui Summer. La stampa si scaglia contro Sofia dandole il soprannome "L'impiccato" per il presunto modus operandi; Sofia scopre con orrore che tutti i suoi familiari (a eccezione di Alberto) hanno assecondato Carmine per incastrarla, deponendo contro di lei per farla passare per una malata mentale, quindi la donna viene rinchiusa nel manicomio criminale Arkham Asylum in attesa del processo. Nel manicomio, Sofia subisce abusi da parte del personale e delle altri pazienti; l'unica fonte di sollievo sono le visite di Alberto e il dottor Rush, che nutre dubbi sulla sua colpevolezza. Sei mesi dopo, Alberto informa Sofia che il dottore che l'ha in cura (presumibilmente al soldo di Carmine) ha convinto il giudice che Sofia non sia in grado di sostenere un processo, pertanto rimarrà confinata ad Arkham a tempo indeterminato. Ormai fuori di sé e privata di ogni speranza, Sofia uccide un'altra detenuta, Magpie, che ritiene una spia del padre.
Nel presente, Sofia si sveglia a casa di Rush e si sfoga con lui sul fatto di essere stata ingannata e che ora è rimasta senza nessuno, riconoscendo che a essere malato è il mondo piuttosto che lei. Si reca a una cena di famiglia alla quale rinfaccia ai parenti la loro ipocrisia per averla incastrata e condannata ad Arkham. Quella notte, Sofia porta di nascosto la piccola Gia, figlia di sua cugina Carla, fuori dalla villa, così da dormire insieme nella serra. All'alba Sofia torna alla villa, dove si scopre che ha ucciso tutta la famiglia rilasciando un gas. Prendendo una pistola, affronta Johnny Viti, l'unico che ha deciso di risparmiare oltre alla bambina, dicendogli che devono parlare.
- Guest star: Aria Shahghasemi (Taj Maroni).
- Altri interpreti: Ana Madelyn Trapasso (Sofia da giovane), Matthew Eby (Alberto da giovane), Jenny Heaton (Isabella Gigante), Kenzie Grey (Gia Viti), Peter McDonald (William Kenzie), Renée Stork (Ruth Hill), Syd Skidmore (Abby), T. Ryder Smith (dott. Ventris), Frank Dellapolla (marito di Carla), Katie Kreisler (avvocata), Paul Hinkes (inserviente alto).
- Ascolti USA: telespettatori 368 000 – rating 18-49 anni 0,22%[6]

## Ritorno a casa
- Titolo originale: Homecoming
- Diretta da: Helen Shaver
- Scritta da: Breannah Gibson e Shaye Ogbonna

### Trama
Oz e la sua squadra rapiscono il figlio di Maroni, Taj, e lanciano un ultimatum ai Maroni, offrendosi di restituire loro Taj in cambio della spedizione di Bliss che Nadia ha preso; allo stesso tempo, Oz fa in modo che Victor si prenda cura di Francis. Durante l'incontro per lo scambio, una guardia carceraria corrotta da Oz cerca di assassinare Maroni a Blackgate, mentre Oz incendia Taj ricoperto di benzina e Nadia, uccidendoli. Tuttavia, l'incendio attiva gli spray estinguenti chimici che distruggono gran parte della droga, mentre Maroni sopravvive all'attentato alla sua vita e fugge dalla prigione. Nel frattempo, Gia viene mandata in una casa per bambini e Sofia tortura Viti finché non decide di sostenere la sua offerta di essere la capofamiglia dopo che hanno ricordato sua madre, Isabella Gigante. Insieme a Rush, che si è innamorato di lei, Sofia rinomina la famiglia con il cognome di sua madre e si guadagna la lealtà degli uomini di Carmine sostenendo di essere stati maltrattati e trascurati in modo simile sotto il governo di Carmine; quando Viti si oppone ai suoi piani, Sofia lo uccide. Lei e un Maroni addolorato in seguito formano un'alleanza per uccidere Oz. Altrove, Oz è in preda al panico dopo aver appreso della fuga di Maroni, della perdita del sostegno della sua amante Eve e del risentimento di sua madre dopo averla costretta a nascondersi in un appartamento inagibile. Oz ricorda una stazione dei tram sotterranea abbandonata, la mostra a Victor e la dichiara la loro nuova base operativa per far ricrescere i funghi per produrre il Bliss.
- Guest star: Aria Shahghasemi (Taj Maroni).
- Altri interpreti: Kenzie Grey (Gia Viti), Hunter Emery (Leo), Mershad Torabi (Farhad), Daren Donofrio e Baron Carr (guardie del penitenziario di Blackgate), Manoli Ioannidis (El Jefe), Alexis Nichole Smith (assistente sociale).
- Ascolti USA: telespettatori 385 000 – rating 18-49 anni 0,16%[7]

## Summit d'oro
- Titolo originale: Gold Summit
- Diretta da: Kevin Bray
- Scritta da: Nick Towne

### Trama
Oz è riuscito a far crescere significativamente il suo impero, riproducendo e distribuendo il Bliss nella stazione dei tram sotterranea. Sofia e i Maroni uccidono diversi spacciatori di Bliss come avvertimento, portando Oz a decidere di regalare la Bliss per aumentare la domanda in tutti gli altri territori delle gang. Victor viene affrontato da Squid, una sua vecchia conoscenza e spacciatore di droga, che chiede a Victor di lasciarlo unirsi all'operazione. Sofia e Sal irrompono nell'appartamento di Oz per trovare qualcosa per vendicarsi di lui e Sofia scopre una foto di Eve. Nel frattempo, le condizioni di Francis peggiorano ulteriormente e lei fa promettere a Oz di ucciderla se si ammalerà gravemente. Oz minaccia un deputato corrotto affinché venga ripristinata l'energia elettrica a Crown Point e organizza un incontro con le altre gang. Victor tenta di pagare Squid, ma quando minaccia di smascherare lui e Oz se non viene organizzato un incontro con Oz, Victor gli spara a morte e fugge. Sofia fa visita a Eve, inizialmente minacciando di ucciderla per arrivare a Oz, ma Eve rivela la sua posizione dopo che Sofia rivela che Oz era a conoscenza della vera identità de "L'Impiccato". All'incontro, Oz convince le gang a lavorare insieme contro i Gigante, i Maroni e l'élite di Gotham. Francis e Victor ballano a ritmo di musica dopo che la corrente è tornata a Crown Point, proprio mentre Sofia entra con un piede di porco in casa.
- Guest star: François Chau (Feng Zhao), Rhys Coiro (Sebastian Hady).
- Altri interpreti: Jessie Pinnick (Roxy), Robert Lee Leng (Link Tsai), Adrienne Acevedo Lovette (Billie Peña), David Grabowski-Clark (Fedor Laskin), David Vadim (Vasily Kosov), Johnny Hopkins (Donny Boy), Leon Addison Brown (Able Crown), Micah Peoples (Charles Crown), Ruth Solorzano (Naomi Seiler), Eric Berryman (dott. Desoto), Mister Fitzgerald (Richie), Ty Hubbard (George McHugh), Roma Torre (conduttrice del notiziario), Jupiter Genesis (drag queen), Christopher J. Alfaro (drag queen), Ryan Molloy (capitano della polizia).
- Ascolti USA: telespettatori 324 000 – rating 18-49 anni 0,20%[8]

## Cappello a cilindro
- Titolo originale: Top Hat
- Diretta da: Kevin Bray
- Scritta da: Vladimir Cvetko

### Trama
Da bambino, Oz è invidioso dell'attenzione che sua madre dà ai suoi fratelli, Jack e Benny. Durante una partita a nascondino, Oz lascia i suoi fratelli intrappolati all'interno di un tunnel fognario straripante dove annegano. Nel presente, Oz torna al suo appartamento e trova un Vic ferito, che rivela che Sofia ha rapito Francis. Vic fugge proprio prima che Maroni arrivi con i suoi uomini; Maroni percuote Oz con una mazza da golf e lo obbliga a portarlo nella sua tana sotterranea. Oz e i suoi uomini organizzano un'imboscata, e Maroni muore di infarto mentre combatte con Oz. Nel frattempo, Sofia fa in modo che Rush interroghi Francis sulle debolezze di Oz e visita Gia dopo aver appreso che intende collaborare con la polizia. Disillusa dopo aver visto il dolore che ha causato a Gia, Sofia considera di accettare l'ultimatum di Oz di scambiare Francis per la sua fornitura di Bliss, ma Rush la convince a portare avanti il suo desiderio di vedere Oz soffrire. Durante lo scambio, Sofia invia una bomba che distrugge la base di Oz e uccide tutti i suoi galoppini. Oz sopravvive assistendo ai danni provocati dalla deflagrazione, solo per essere messo fuori combattimento dal detective che Sofia aveva corrotto per rapire Ervad.
- Guest star: Emily Meade (Francis Cobb da giovane).
- Altri interpreti: Robert Lee Leng (Link Tsai), Kenzie Grey (Gia Viti), Hunter Emery (Leo), Mershad Torabi (Farhad), Kresh Novakovic (Enzo), Mister Fitzgerald (Richie), Syd Skidmore (Abby), Myles Humphus (Dom), Shayna Steele (cantante), Alexis Nichole Smith (assistente sociale).
- Ascolti USA: telespettatori 384 000 – rating 18-49 anni 0,23%[9]

## Una grave o piccola colpa
- Titolo originale: A Great or Little Thing
- Diretta da: Jennifer Getzinger
- Scritta da: Lauren LeFranc

### Trama
Intrappolata sotto l'ipnoterapia del dottor Rush, Francis ha dei flashback sul suo passato: di quando Rex Calabrese le fece visita e di quando trovò la torcia che Oz aveva preso sotto le strade di Gotham quando ha lasciato i suoi fratelli a morire, concludendo che Oz li ha uccisi per poterla avere tutta per sé. Rex si offre di prendere Oz sotto la sua ala, proponendole come alternativa di uccidere il ragazzo; Francis sceglie quest’ultima opzione, cambiando subito dopo idea convinta dalle promesse del bambino riguardo ad un futuro migliore e al prendersi cura di lei. Nel presente, Victor è alla ricerca di Oz dopo l'esplosione, radunando i capi delle bande rivali per aiutarlo, ma senza successo. Oz, nel frattempo, si sveglia insieme a sua madre mentre Sofia gli rivela alcune verità scomode sul suo passato e su ciò che Francis intendeva fargli. Sofia cerca di costringere Oz a confessare di aver ucciso i suoi fratelli, ma, di fronte all'ostinazione di Oz, Francis gli rivela che ha sempre saputo cosa ha fatto e ammette di averlo sempre odiato, prima di pugnalarlo con una bottiglia rotta. In preda a un ictus, Francis crolla a terra, cosa che permette a Oz di scappare insieme a lei. Dopo aver portato sua madre in ospedale, Oz rintraccia il consigliere Sebastian Hady e incolpa Salvatore Maroni e Sofia per quello che è successo a Crown Point, fornendo ad Hady tutto ciò di cui ha bisogno per incastrare definitivamente la sua rivale. Lui è d’accordo, ma avverte Oz che il nuovo sindaco Bella Reál sta prendendo provvedimenti contro la corruzione e gli consiglia di tenere un basso profilo.
Mentre ciò accade, Sofia decide di lasciare Gotham e offre la sua casa, il suo territorio e le sue attività a chiunque trovi Oz. La Triade lo rintraccia e chiama Sofia, che organizza un incontro all’aeroporto. Improvvisamente, Link, il secondo in comando, uccide Feng Zhao e tutti gli uomini di Sofia, mentre Oz le rivela di come è riuscito a convincere con successo i sottocapi ad assassinare i loro leader perché, proprio come lui, sono stanchi di essere costantemente sottovalutati. Nonostante Oz sembra avere l'intenzione di ucciderla, Sofia viene arrestata dalla polizia, che la incrimina delle esplosioni e dei morti. Sofia viene riportata ad Arkham, dove le viene consegnata dal dottor Rush una lettera di una donna che afferma di essere la sua sorellastra: Selina Kyle. All'ospedale, Oz piange sul letto di Francis, ridotta ad uno stato vegetale, per poi, una volta all'esterno, strangolare a morte Victor, prendere i soldi dal suo portafoglio e gettare la carta d’identità del ragazzo in acqua, convinto che il loro legame avrebbe potuto essere una debolezza sfruttabile da parte dei suoi nemici.
Nel suo nuovo attico con vista sullo skyline di Gotham, Oz fa visita al letto di sua madre prima di ballare insieme ad Eve, vestita come Francis e chiamata a recitare la parte di lei. Proprio mentre il Pinguino afferma che Gotham ora è sua e che niente può fermarlo, all’esterno del palazzo il Batsegnale viene acceso in lontananza.
- Guest star: Emily Meade (Francis Cobb da giovane), François Chau (Feng Zhao), Rhys Coiro (Sebastian Hady).
- Altri interpreti: Robert Lee Leng (Link Tsai), Johnny Hopkins (Donny Boy), Ty Hubbard (George McHugh), Adrienne Acevedo Lovette (Billie Peña), Leon Addison Brown (Able Crown), Micah Peoples (Charles Crown), David Vadim (Vasily Kosov), Myles Humphus (Dom), Ruth Solorzano (Naomi Seiler), David Grabowski-Clark (Fedor Laskin), Kresh Novakovic (Enzo), Finnerty Steeves (infermiera del pronto soccorso), Ronald Lee (conduttore del notiziario), Shayna Steele (cantante), Alexandra Seal (poliziotta), Mike Viola (guardia di Sofia).
- Ascolti USA: telespettatori 464 000 – rating 18-49 anni 0,27%[10]